# Ловер-Фредерик Тауншип (округ Монтгомері, Пенсільванія)
Ловер-Фредерик Тауншип (англ. Lower Frederick Township) — селище (англ. township) в США, в окрузі Монтгомері штату Пенсільванія. Населення — 4830 осіб (2020).

## Демографія
Згідно з переписом 2010 року, у селищі мешкало 4840 осіб у 1834 домогосподарствах у складі 1357 родин. Було 1908 помешкань
Расовий склад населення:
| - 94,3 % — білих - 2,0 % — чорних або афроамериканців - 1,4 % — азіатів - 0,3 % — корінних американців - 1,0 % — осіб інших рас |

До двох чи більше рас належало 1,0 %. Частка іспаномовних становила 3,0 % від усіх жителів.
За віковим діапазоном населення розподілялося таким чином: 24,9 % — особи молодші 18 років, 65,4 % — особи у віці 18—64 років, 9,7 % — особи у віці 65 років та старші. Медіана віку мешканця становила 39,3 року. На 100 осіб жіночої статі у селищі припадало 97,0 чоловіків;  на 100 жінок у віці від 18 років та старших — 93,8 чоловіків також старших 18 років.
Середній дохід на одне домашнє господарство  становив 92 698 доларів США (медіана — 83 309), а середній дохід на одну сім'ю — 98 967 доларів (медіана — 87 216). Медіана доходів становила 60 366 доларів для чоловіків та 58 455 доларів для жінок. За межею бідності перебувало 4,9 % осіб, у тому числі 7,8 % дітей у віці до 18 років та 0,9 % осіб у віці 65 років та старших.
Цивільне працевлаштоване населення становило 2775 осіб. Основні галузі зайнятості: освіта, охорона здоров'я та соціальна допомога — 23,3 %, виробництво — 12,6 %, роздрібна торгівля — 11,7 %.